# Le piante insettivore
Le piante insettivore (in inglese: Insectivorous Plants) è un'opera scientifica di Charles Darwin, pubblicata per la prima volta il 2 luglio 1875. Il libro è uno studio dettagliato sulle piante che catturano e digeriscono insetti, come Drosera (drosere), Dionaea (venus flytrap), Aldrovanda e Utricularia (bladderworts). L'interesse di Darwin per queste piante iniziò alla fine degli anni '50 del XIX secolo, e per molti anni condusse esperimenti per comprendere come queste piante catturano la preda e utilizzano fluidi digestivi per assorbire i nutrienti, specialmente in ambienti con suoli poveri di nutrienti.
Il libro rimane una pietra miliare nello studio della fisiologia e dell'ecologia delle piante, sebbene non sia stato ristampato in Inghilterra dal 1908. Continua a essere un riferimento nello studio degli adattamenti delle piante, in particolare per quanto riguarda le piante carnivore e il loro ruolo ecologico.

## Contesto e Scoperta
L'interesse di Darwin per le piante insectivore fu suscitato dalle sue osservazioni della loro straordinaria capacità di secernere fluidi digestivi quando stimolate. Questi fluidi, contenenti acidi e fermenti simili agli enzimi digestivi animali, furono descritti da Darwin come una scoperta straordinaria, che gettò luce sulla convergenza tra i processi digestivi delle piante e degli animali. Darwin vide queste piante come un adattamento unico agli ambienti impoveriti, dove potevano trarre i nutrienti essenziali dagli insetti.
Nel suo autobiografia, Darwin rifletté sull'intervallo di tempo tra le prime osservazioni e la pubblicazione del libro, osservando che questo ritardo gli permise di affinare e criticare il proprio lavoro, scrivendo:

## Struttura
Il libro fornisce una dettagliata descrizione scientifica di come queste piante catturano, digeriscono e assorbono i nutrienti, sottolineando i loro complessi meccanismi di movimento, secrezione e assorbimento.
- Capitolo I: Drosera rotundifolia (Sundew comune)

Descrive i meccanismi di cattura degli insetti della Drosera rotundifolia. Le foglie contengono tentacoli specializzati che secernono fluidi digestivi per intrappolare e digerire gli insetti. Si esplorano il movimento di inflessione dei tentacoli, che si attiva al contatto con le prede, e il ruolo delle ghiandole nell'assorbimento e nella secrezione. Viene anche esaminata la struttura delle foglie e la piccola dimensione delle radici, sottolineando la capacità della pianta di assorbire nutrienti tramite le sue ghiandole.
- Capitolo II: I movimenti dei tentacoli al contatto con corpi solidi

Esamina la risposta dei tentacoli al tocco di oggetti esterni. L'inflessione dei tentacoli si verifica quando corpi solidi o prede stimolano le ghiandole. Il capitolo mette in evidenza le differenze tra le risposte a sostanze azotate e non azotate, e il ruolo delle ghiandole nell'iniziare il movimento.
- Capitolo III: Aggregazione del protoplasma nelle cellule dei tentacoli

Si concentra sulle reazioni protoplasmatiche all'interno delle cellule dei tentacoli stimolate. L'aggregazione del protoplasma è attivata da varie sostanze, inclusi sali e ammoniaca. Il capitolo descrive come i flussi di protoplasma contribuiscano al movimento e alla digestione delle prede catturate.
- Capitolo IV: Gli effetti del calore sulle foglie

Descrive come la temperatura influenzi il movimento delle foglie della Drosera. L'acqua bollente causa danni immediati, mentre l'acqua calda induce un'inflessione rapida. Si discute anche come il calore influisca sull'aggregazione del protoplasma e sulla sensibilità complessiva della pianta.
- Capitolo V: Gli effetti dei fluidi organici

Esplora l'impatto di vari fluidi sulla Drosera, distinguendo tra fluidi non azotati (ad esempio soluzioni di zucchero) e fluidi azotati (ad esempio urina, latte). Il capitolo illustra come questi fluidi influenzino la capacità della pianta di catturare e digerire le prede.
- Capitolo VI: Il potere digestivo della secrezione di Drosera

Esamina le proprietà digestive della secrezione prodotta dalle foglie della Drosera. Questa secrezione scompone diverse proteine animali (come l'albumina, la carne e le proteine del latte) e ha un'azione distintiva su diverse sostanze organiche, illustrando le capacità selettive di digestione della pianta.
- Capitolo VII: Gli effetti dei sali di ammonio

Discute l'interazione dei sali di ammonio con la Drosera, dimostrando come questi sali stimolino l'aggregazione del protoplasma e influenzino i movimenti e l'assorbimento delle foglie.
- Capitolo VIII: Gli effetti di altri sali e acidi sulle foglie

Analizza gli effetti di vari sali (ad esempio sodio, potassio) e acidi sulla pianta, concentrandosi su come queste sostanze stimolino o inibiscano le funzioni della pianta.
- Capitolo IX: Gli effetti di alcuni veleni alcaloidi e altre sostanze

Esplora l'impatto di veleni come la stricnina, la nicotina e la morfina, insieme ad altre sostanze come l'alcol e gli oli essenziali. Questi agenti stimolano o inibiscono le funzioni motorie della pianta, fornendo un'idea della sua risposta ai tossici esterni.
- Capitolo X: Sensibilità e trasmissione dell'impulso motorio

Indaga su come le foglie della Drosera percepiscano il tocco e trasmettano gli impulsi motori. Gli impulsi motori viaggiano lungo i pedicelli dei tentacoli e portano all'aggregazione del protoplasma e ai movimenti delle foglie. Questo capitolo spiega i meccanismi dietro la risposta della pianta agli stimoli.
- Capitolo XI: Riepilogo delle osservazioni principali su Drosera rotundifolia

Un riassunto dei principali risultati sulle abitudini, la fisiologia e le risposte motorie della Drosera rotundifolia.
- Capitolo XII: Altre specie di Drosera

Descrive altre specie di Drosera, tra cui Drosera anglica, Drosera capensis e altre, e confronta la loro struttura e i meccanismi di cattura delle prede.
- Capitolo XIII: Dionaea muscipula (Venus Flytrap)

Esamina la struttura e il movimento della Dionaea muscipula, concentrandosi su come cattura le prede tramite le sue foglie modificate. Il capitolo discute la sensibilità dei filamenti e i processi digestivi attivati dalla secrezione di fluidi digestivi.
- Capitolo XIV: Aldrovanda vesiculosa (Piante d'acqua)

Descrive come Aldrovanda catturi crostacei usando trappole simili a vesciche. Confronta il meccanismo di cattura della pianta con quello della Dionaea, notando differenze nella struttura e nella digestione.
- Capitolo XV: Altri piante carnivore

Esamina altre piante carnivore meno comuni come Drosophyllum, Roridula e Byblis, descrivendo le loro setole ghiandolari e i metodi di cattura delle prede.
- Capitolo XVI: Pinguicula (Butterworts)

Esplora le abitudini carnivore di Pinguicula, incluse la struttura, la secrezione e la digestione delle prede. Il capitolo confronta le diverse specie di questo genere e la loro capacità di digerire sia sostanze animali che vegetali.
- Capitolo XVII: Utricularia (Bladderworts)

Discute i particolari meccanismi di cattura delle prede delle Utricularia, che utilizzano vesciche per intrappolare piccoli animali. Descrive il processo di digestione e assorbimento dei prodotti di decadenza delle prede.
- Capitolo XVIII: Altre osservazioni su Utricularia e altre specie

Continua lo studio delle specie di Utricularia, evidenziando lo sviluppo delle trappole a vescica e i metodi di assorbimento, e menziona altre specie correlate che utilizzano metodi simili per nutrirsi.

## Lavoro Sperimentale e Collaborazioni
Gli esperimenti descritti nel libro furono supportati da vari fisiologi e chimici, in particolare dal professor Edward Frankland del Royal College of Chemistry. I figli di Darwin, George e Francis, ebbero anche ruoli chiave nella produzione dell'opera. George creò le illustrazioni per Drosera e Dionaea, mentre Francis illustrò Aldrovanda e Utricularia. Darwin stesso, pur non essendo un artista, fornì disegni per alcune delle figure nel testo, che furono poi riprodotte nel libro.

## Pubblicazione e Edizioni
La prima edizione di Insectivorous Plants fu pubblicata in una rilegatura standard, con 3.000 copie stampate, 2.700 delle quali vendute subito al commercio. Tuttavia, il numero esatto di copie è incerto, poiché le successive ristampe (la seconda e la terza) contenevano correzioni agli errori riscontrati nella prima edizione, alcune delle quali furono segnalate su fogli di errata inclusi nelle copie successive. Una quarta tiratura fu stampata nel 1876.
Anche se il libro non fu ristampato durante la vita di Darwin, una seconda edizione fu pubblicata nel 1888, curata dal figlio Francis. Questa edizione incorporò piccole correzioni, oltre ad aggiunte testuali e note a piè di pagina di Francis, tutte racchiuse tra parentesi. Le edizioni americane del libro furono stampate a partire dalla prima edizione inglese, e fu tradotto in diverse lingue durante la vita di Darwin, tra cui francese, tedesco, italiano e russo. Un facsimile della prima edizione fu successivamente pubblicato a Bruxelles nel 1969 e una nuova edizione a New York nel 1896.

## Impatto Scientifico
Insectivorous Plants rappresenta un contributo importante alla comprensione delle adattazioni delle piante agli ambienti poveri di nutrienti. Gli esperimenti di Darwin offrirono nuovi spunti su come le piante possano ottenere nutrienti essenziali dagli insetti e da altre prede, un adattamento straordinario nel regno vegetale. Il lavoro contribuisce anche al campo più ampio della biologia evolutiva, poiché esemplifica come gli organismi evolvono tratti specializzati per sopravvivere in ambienti difficili.

## Edizioni
- (EN) Charles Darwin, Insectivorous plants, London, John Murray, 1875.
- Giovanni Canestrini e P. A. Saccardo (a cura di), Le piante insettivore, Torino, Unione Tipografico Editrice, 1878.